# ورزشگاه آنتونیو خوزه الولا
 ورزشگاه آنتونیو خوزه الولا (به اسپانیایی: Estadio José Antonio Elola) با ظرفیت ۱۰٬۰۰۰ نفر یکی از ورزشگاه‌های فوتبال کشور اسپانیا است که در شهر تودلا ایالت نابارا واقع شده است. این ورزشگاه در سال ۱۹۶۹ بازگشایی شد و در حال حاضر بازی‌های خانگی باشگاه فوتبال تودلانو در آن برگزار می‌گردد.